# Oeren (oblast Nizjni Novgorod)
Oeren (Russisch: Урень) is een stad in de Russische oblast Nizjni Novgorod en het bestuurlijk centrum van het district Oerenski. De stad ligt in de Trans-Wolgaregio op de rechteroever van de Oesta (stroomgebied van de Wolga) aan de spoorlijn en weg tussen Nizjni Novgorod en Kirov op 183 kilometer ten noordoosten van Nizjni Novgorod. De stad heeft een inwoneraantal van ongeveer 12.500.

## Geschiedenis
De oorsprong van de naam 'Oeren' was mogelijk een Marische naam, die kan worden vertaald als 'eekhoorn'. Een andere verklaring noemt het een in de Wolgaregio vaak voorkomend toponiem, dat afkomstig zou zijn van het Turkse 'ur' of 'or', wat "greppel", "ravijn" of "vallei" betekent.
De plaats werd voor het eerst genoemd in 1719 als het dorp Trechsvjatskoje ("3 heiligen", naar de houten kerk die er toen werd gebouwd). Oorspronkelijk woonden er vooral oudgelovigen, die zich bezighielden met akkerbouw en veeteelt. In de 19e eeuw bestonden de activiteiten vooral uit handwerken en handel. In de jaren '20 begon een passagierstrein te rijden op de plaats. In 1959 kreeg de plaats de status van arbeidersnederzetting en op 27 december 1973 de status van stad.

## Economie en transport
De plaats is al lange tijd gericht op de bosbouw en aanverwante economische activiteiten. Er bevinden zich een houtchemiebedrijf (lesochimzavod), vlasvezelfabriek, industrieel kombinaat (productie van meubels en ski's), naaifabriek (o.a. werkkleding) en een autoreparatiefabriek.
Oeran vormt een wegenknooppunt, waar de weg naar Veliki Oestjoeg begint. Ook heeft de plaats een spoorstation.

## Demografie

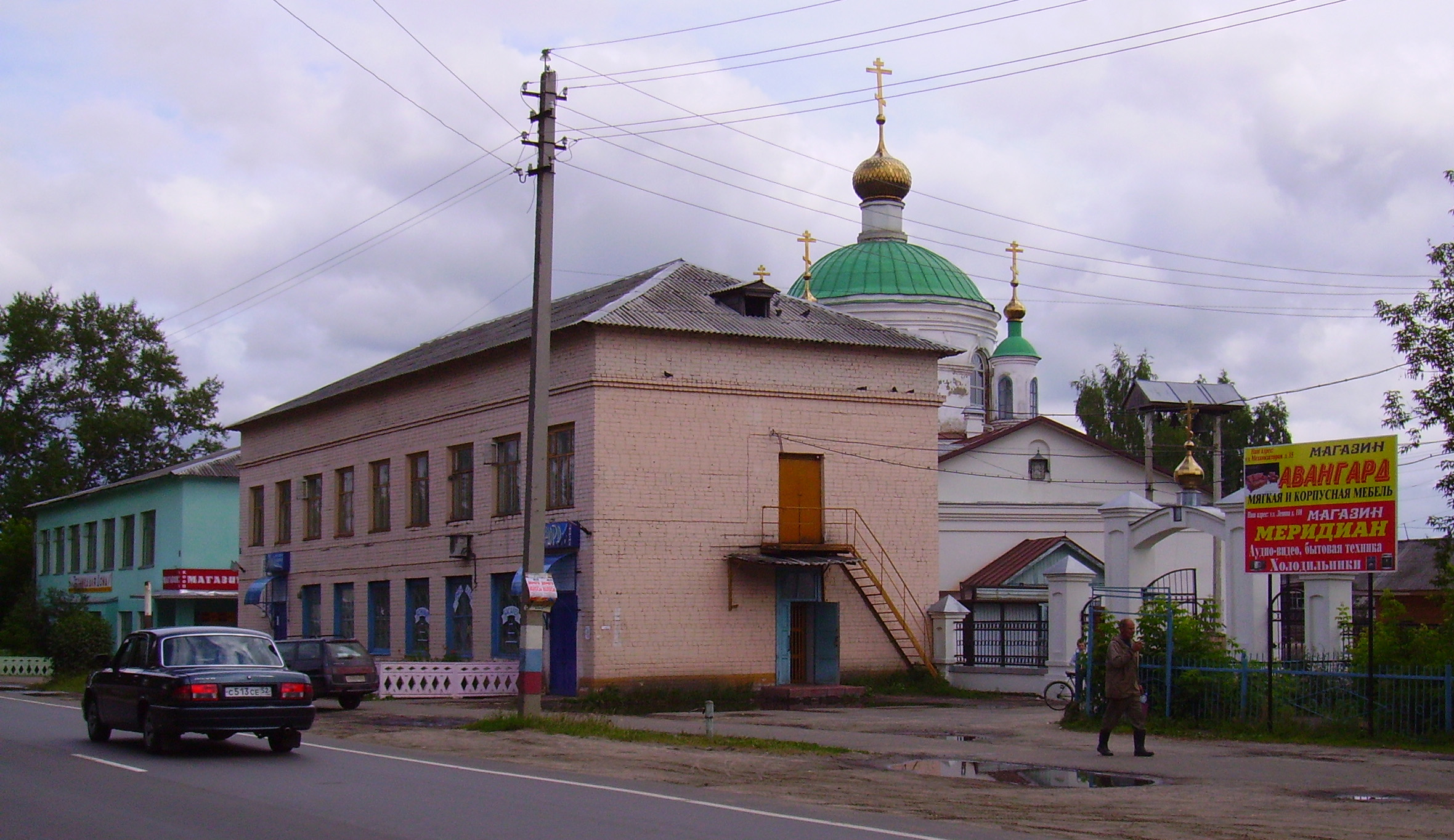
Drie Heiligenkerk

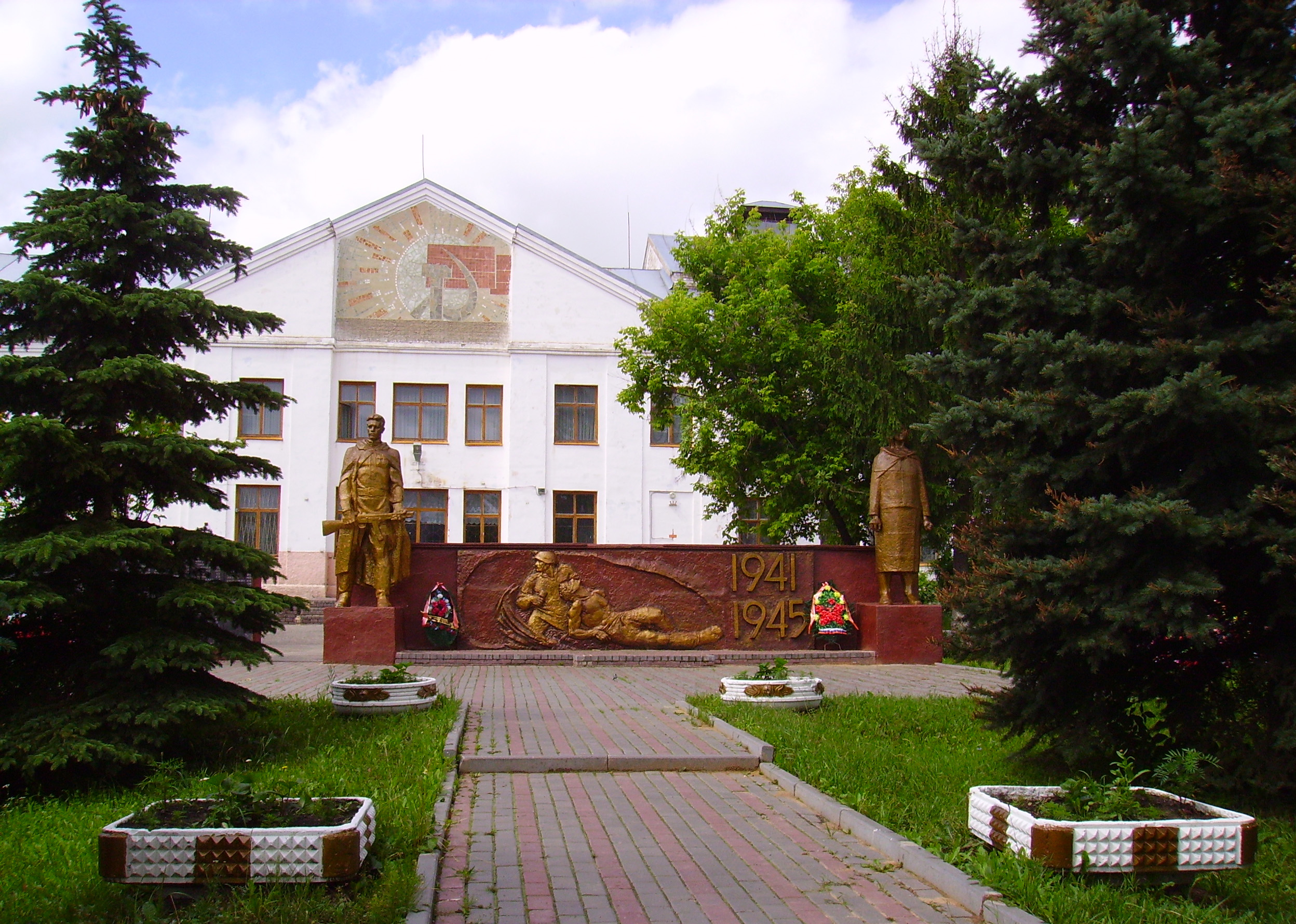
Tweede Wereldoorlogmonument

| 1908 | 1979   | 1989   | 2002   |
| ---- | ------ | ------ | ------ |
| 982  | 13.400 | 13.560 | 12.558 |

Bestuurlijk centrum: Nizjni Novgorod

Arzamas · Balachna · Bogorodsk · Bor · Dzerzjinsk · Gorbatov · Gorodets · Knjaginino · Koelebaki · Kstovo · Loekojanov · Lyskovo · Navasjino · Oeren · Pavlovo · Perevoz · Pervomajsk · Sarov · Semjonov · Sergatsj · Sjachoenja · Tsjkalovsk · Vetloega · Volodarsk · Vorsma · Vyksa · Zavolzje